# Robert Warren Field
Robert Warren Field (Wilmington, Delaware, 13 de junho de 1944) é um químico estadunidense, que trabalha com espectroscopia laser e física molecular. É Haslam and Dewey Professor of Chemistry do Instituto de Tecnologia de Massachusetts, onde é professor desde 1974. Graduado em química no Amherst College, com um PhD em química na Universidade Harvard, orientado por William Klemperer. No pós-doutorado trabalhou com Herbert P. Broida na Universidade da Califórnia em Santa Bárbara.

## Prêmios e honrarias
Recebeu o Prêmio Herbert P. Broida de 1980, o Prêmio Plyler de 1988, o Prêmio Ellis R. Lippincott de 1990, o Prêmio Arthur L. Schawlow de Física do Laser de 2009 e o Prêmio E. Bright Wilson de Espectroscopia de 2012. É fellow da American Physical Society, da Academia de Artes e Ciências dos Estados Unidos e da Academia Nacional de Ciências dos Estados Unidos.